# Pillangósvirágúak
A pillangósvirágúak (Fabaceae vagy Leguminosae) a hüvelyesek (Fabales) névadó családja mintegy 17 000 fajjal. Nevét a lóbabot tartalmazó Faba nemzetségről kapta, melynek fajait a modern leírások a Vicia nemzetséghez sorolták át. A 'Leguminosae' a család régebbi elnevezése, ami az ICBN Art. 18.5 (Vienna Code) szerint még mindig érvényes; az ide tartozó növények tipikus termésére, azaz a hüvelytermésre utal.
A pillangósvirágúak a zárvatermők harmadik legnagyobb családja, csak a kosborfélék (Orchidaceae) és az őszirózsafélék (Asteraceae) előzik meg fajszámban. A Királyi Botanikus Kertek leírása szerint 730 nemzetség több mint 19 400 faja tartozik a családba. A legnagyobb nemzetségek közé tartozik az Astragalus, több mint 2000 fajjal, az Acacia, több mint 900 fajjal és az Indigofera mintegy 700 fajjal. A nagyobb nemzetségek között van még a 600 fajos Crotalaria és az 500 fajt tartalmazó Mimosa is.

## Rendszertan
A családot négy alcsaládra osztják:
- Mimózaformák (Mimosoideae): 80 nemzetség 3200 faja tartozik ide. Többnyire trópusi vagy meleg mérsékelt éghajlaton fordul elő. Apró, sugarasan szimmetrikus virágaik tömött virágzatokat alkotnak. A sok, színes, a virágból hosszan kiálló porzón kívül nektár is csalogatja a rovarokat. A pollenszemcsék 4-8-16-32-es csoportokban együtt maradnak. Jellemző nemzetségei: Mimosa, Acacia, Albizia, Prosopis.
- Lepényfaformák (Caesalpinioideae): 170 nemzetség 2000 faja. Kozmopolita elterjedésű. Erősen parafiletikus, ezért valószínűleg fel fogják bontani. Összetett leveleik vannak, sugaras virágaik néha enyhén vagy erősen bilaterális szimmetriába mennek át. Jellemző nemzetségek: Senna, Cassia, Gleditsia, Delonix, Caesalpinia.
- Bükkönyformák (Faboideae): 470 nemzetség, 14 000 faj. Kozmopolita, de a mérsékelt égövön élő, lágy szárú fajok gyakoribbak. Az alcsalád szünapomorf jegye a pillangós virág. A pártát egy felálló, néha különböző színű „vitorla”, több oldalhelyzetű „evező” és a valamelyest összenőtt „csónak” két szirma alkotja. A zigomorf szimmetria és a nektártermelés biztosítja, hogy a megporzást végző rovarok (elsősorban méhek) érintkezzenek a porzókkal és a bibével. Az egyetlen termőlevélből fejlődő hüvelytermés változatos módon kialakulhat.  Sok fajt számláló nemzetségek még: csüdfű (Astragalus), Lupinus (csillagfürt), Lathyrus (lednek), Vicia (bükköny). A fás szárú Faboideae-re példa a Sophora (pagodafa), Genista (rekettye), Robinia (akác).
- Detarioideae

A Cronquist-, a Soó- és a Dahlgren-rendszer a fenti alcsaládokat család szinten kezeli (Cronquist és Soó: Mimosaceae, Caesalpiniaceae és Papilionaceae, Dahlgren: Mimosaceae, Caesalpiniaceae és Fabaceae). Ennek a felosztásnak azonban ellentmondanak a 20. század végének, 21. század elejének az eredményei, melyek szerint a Caesalpinioideae parafiletikus, ellenben a Fabaceae sensu lato (tágabb értelemben vett) monofiletikus.
A Faboideae alcsalád megnevezésére a Papilionoideae név használatát is megengedi az ICBN, ahogy a 'Leguminosae' név is használható a Fabaceae 'sensu lato' leírására.
Bár a Mimosoideae és a Faboideae alcsaládok nagyjából monofiletikusak, a Caesalpinioideae valószínűleg parafiletikusnak bizonyul, a Cercideae nemzetségcsoport pedig a család többi részének testvércsoportját képezi (fák és liánok tartoznak ide, egyszerű, gyakran kétkaréjú levelekkel). Ezenkívül jó néhány nemzetség Caesalpinioideae-beli elhelyezése is vitatott (pl. Dimorphandra).
Evolúciós családfa:
|  |  |                      |  |  |  |  |  |  |  |  |  | Pacsirtafűfélék (Polygalaceae) |  |  |  |  |  |  |  |  |  |  |  |                  |  |  |  |  |  |  |  |
|  |  |                      |  |  |  |  |  |  |  |  |  |                                |  |  |  |  |  |  |  |  |  |  |  |                  |  |  |  |  |  |  |  |
|  |  |                      |  |  |  |  |  |  |  |  |  |                                |  |  |  |  |  |  |  |  |  |  |  |                  |  |  |  |  |  |  |  |
|  |  |                      |  |  |  |  |  |  |  |  |  | Surianaceae                    |  |  |  |  |  |  |  |  |  |  |  |                  |  |  |  |  |  |  |  |
|  |  |                      |  |  |  |  |  |  |  |  |  |                                |  |  |  |  |  |  |  |  |  |  |  |                  |  |  |  |  |  |  |  |
|  |  | Hüvelyesek (Fabales) |  |  |  |  |  |  |  |  |  |                                |  |  |  |  |  |  |  |  |  |  |  |                  |  |  |  |  |  |  |  |
|  |  |                      |  |  |  |  |  |  |  |  |  |                                |  |  |  |  |  |  |  |  |  |  |  |                  |  |  |  |  |  |  |  |
|  |  |                      |  |  |  |  |  |  |  |  |  | Quillajaceae                   |  |  |  |  |  |  |  |  |  |  |  |                  |  |  |  |  |  |  |  |
|  |  |                      |  |  |  |  |  |  |  |  |  |                                |  |  |  |  |  |  |  |  |  |  |  |                  |  |  |  |  |  |  |  |
|  |  |                      |  |  |  |  |  |  |  |  |  |                                |  |  |  |  |  |  |  |  |  |  |  |                  |  |  |  |  |  |  |  |
|  |  |                      |  |  |  |  |  |  |  |  |  |                                |  |  |  |  |  |  |  |  |  |  |  |                  |  |  |  |  |  |  |  |
|  |  |                      |  |  |  |  |  |  |  |  |  |                                |  |  |  |  |  |  |  |  |  |  |  | Tribus Cercideae |  |  |  |  |  |  |  |
|  |  |                      |  |  |  |  |  |  |  |  |  |                                |  |  |  |  |  |  |  |  |  |  |  |                  |  |  |  |  |  |  |  |
|  |  |                      |  |  |  |  |  |  |  |  |  | Pillangósvirágúak (Fabaceae)   |  |  |  |  |  |  |  |  |  |  |  |                  |  |  |  |  |  |  |  |
|  |  |                      |  |  |  |  |  |  |  |  |  |                                |  |  |  |  |  |  |  |  |  |  |  |                  |  |  |  |  |  |  |  |
|  |  |                      |  |  |  |  |  |  |  |  |  |                                |  |  |  |  |  |  |  |  |  |  |  | Caesalpinioideae |  |  |  |  |  |  |  |
|  |  |                      |  |  |  |  |  |  |  |  |  |                                |  |  |  |  |  |  |  |  |  |  |  |                  |  |  |  |  |  |  |  |
|  |  |                      |  |  |  |  |  |  |  |  |  |                                |  |  |  |  |  |  |  |  |  |  |  |                  |  |  |  |  |  |  |  |
|  |  |                      |  |  |  |  |  |  |  |  |  |                                |  |  |  |  |  |  |  |  |  |  |  |                  |  |  |  |  |  |  |  |
|  |  |                      |  |  |  |  |  |  |  |  |  |                                |  |  |  |  |  |  |  |  |  |  |  | Mimosoideae      |  |  |  |  |  |  |  |
|  |  |                      |  |  |  |  |  |  |  |  |  |                                |  |  |  |  |  |  |  |  |  |  |  |                  |  |  |  |  |  |  |  |
|  |  |                      |  |  |  |  |  |  |  |  |  |                                |  |  |  |  |  |  |  |  |  |  |  |                  |  |  |  |  |  |  |  |
|  |  |                      |  |  |  |  |  |  |  |  |  |                                |  |  |  |  |  |  |  |  |  |  |  |                  |  |  |  |  |  |  |  |
|  |  |                      |  |  |  |  |  |  |  |  |  |                                |  |  |  |  |  |  |  |  |  |  |  | Faboideae        |  |  |  |  |  |  |  |
|  |  |                      |  |  |  |  |  |  |  |  |  |                                |  |  |  |  |  |  |  |  |  |  |  |                  |  |  |  |  |  |  |  |

## Származásuk, elterjedésük
A trópusokon, szubtrópusokon (Ausztráliában is) és a mérsékelt égövben terjedtek el, az Ó- és Újvilágban egyaránt. Magyarországon élő képviselők többsége lágyszárú, de vannak közöttük cserjék is.

## Megjelenésük, felépítésük
A család sok tekintetben egységes, bár gyakoriak a kivételek.
Lágy szárú növények (általában a mérsékelt égöv alatt), cserjék és fák (inkább a meleg égövben) is találhatók köztük. Vannak folyondárszerűen kúszó fajok is.
Pálhás leveleik szórtan állnak. A levél többnyire legalább három levélkéből összetett, ritkábban:
- júdásfa (Cercis),
- rekettye (Genista)

egyszerű. Az összetett levél általában szárnyasan összetett, néha (például a mimóza nemzetségben) kétszeresen szárnyasan összetett, ritkábban:
- csillagfürt (Lupinus)

tenyeresen összetett. A levélkék kerekdedek, a levélkék széle általában ép. Nagyon jellegzetesek a levél- és a levélkekacsok, amik akár elágazóak is lehetnek. A lomblevelek hónaljában gyakoriak a fejlett pálhalevelek, amik pálhatövissé is módosulhatnak (például az akácnál). A tövisek (módosult hajtások) gyakran:
- lepényfa (Gleditsia),
- iglice (Ononis)

a száron is jellemzőek.
A virág kétivarú és sugarasan, vagy a differenciálódott sziromlevelek okán kétoldalian részarányos. A virágban csaknem mindig egy termőlevél van, a takarólevelek száma 5-5, a csészelevelek többnyire összenőttek. Az eredetileg 5 sziromlevél változatos felépítésű, az alcsaládokra jellemző virágokat hoz létre: a jellegzetes pillangós virág a bükkönyformák (Faboideae) alcsaládjában alakult ki. Virágzatuk általában fürt, de lehet fejecske is:
- lucerna (Medicago),
- nyúlszapuka (Anthyllis).

Termésük felső állású magházból alakul ki. A termés jellemzően az összenövési vonal (hasi varrat) és a háti főér mentén a csúcstól az alap felé felnyíló hüvely. A hüvelytermés további változatai:
- fel nem nyíló hüvely: gyalogakác (Amorpha),
- cikkes hüvely: pagodafa (Sophora),
- csigavonalszerűen csavarodott hüvely: lucerna (Medicago).

Ezek mellett előfordul a családban aszmag, csonthéjas és bogyótermés is.

## Életmódjuk, élőhelyük
A család gyakorlatilag minden faja gomba-gyökér szimbiózisban él egyes mikorrhizaképző gombákkal. A mimózaformák (Mimosoideae) és a bükkönyformák (Faboideae) kapcsolata vezikuláris-arbuszkuláris mikorrhiza (VAM); ezek gyökerein gyökérgümők képződnek – másfajta a trópusi fajokén, mint a mérsékelt égöv alatt élőkén. A gyökérgümős pillangósvirágúak a légköri nitrogén megkötésére képes Rhizobia baktériumokkal léptek szimbiózisra. A nitrogénmegkötés képessége legalább háromszor kifejlődött a pillangósvirágúak családjában, de a családon kívül ritkán fordul elő.
A lepényfaformák (Caesalpinioideae) ektomikorrhiza-kapcsolatban élnek egyes gombafajokkal.
Virágaikat rovarok porozzák be.

## Felhasználásuk
A bükkönyformák (Faboideae) alcsaládba gazdaságilag igen jelentős takarmány-, illetve élelmiszernövények találhatók, mint például:
- földimogyoró (Arachis hypogaea),
- szójabab (Glycine max),
- festő indigó (Indigofera tinctoria),
- főzeléklencse (Lens culinaris),
- takarmánylucerna (Medicago sativa),
- borsó (Pisum sativum),
- veteménybab (Phaseolus vulgaris).

## Fordítás
- Ez a szócikk részben vagy egészben a Fabaceae című angol Wikipédia-szócikk ezen változatának fordításán alapul.  Az eredeti cikk szerkesztőit annak laptörténete sorolja fel. Ez a jelzés csupán a megfogalmazás eredetét és a szerzői jogokat jelzi, nem szolgál a cikkben szereplő információk forrásmegjelöléseként.